# ماتیاس هیدریچ
ماتیاس هیدریچ (انگلیسی: Matthias Heidrich؛ زادهٔ ۱۰ دسامبر ۱۹۷۷) بازیکن فوتبال اهل آلمان است.
از باشگاه‌هایی که در آن بازی کرده‌است می‌توان به باشگاه فوتبال ارتسگبیرگ آئو، باشگاه فوتبال اسنابروک، و باشگاه فوتبال آلمانیا آخن اشاره کرد.